# Marc Celi Sabí
Marc Celi Sabí (llatí: Marcus Cælius Sabinus) va ser un jurista romà que va viure al segle i, successor de Cassi Longí. No era aquest Sabí de qui els sabinians van agafar el nom, sinó de Masuri Sabí.
Celi Sabí va ser nomenat cònsol per Marc Salvi Otó, i Vitel·li, en pujar a tron, el va confirmar l'any 69. Va escriure Ad Edictum Aedilium Curulium, segons comenta Aulus Gel·li. Es creu que va escriure altres treballs però no s'han conservat ni tan sols els títols. El Digest també l'anomena, de vegades com a Celi Sabí o com a Sabí, però no en reprodueix textos.